# Skuggornas hus (film)
Skuggornas hus är en amerikansk film från 1941 i regi av Charles Vidor. Det är en filmatisering av Broadwaypjäsen Ladies in Retirement från 1940 av Reginald Denham och Edward Percy, som i sin tur bygger på en verklig händelse från 1880-talet.

## Rollista
- Ida Lupino - Ellen Creed
- Louis Hayward - Albert Feather
- Evelyn Keyes - Lucy
- Elsa Lanchester - Emily Creed
- Edith Barrett - Louisa Creed
- Isobel Elsom - Leonora Fiske
- Emma Dunn - Theresa
- Queenie Leonard - Agatha
- Clyde Cook - Bates